# 국도 제357호선 (일본)

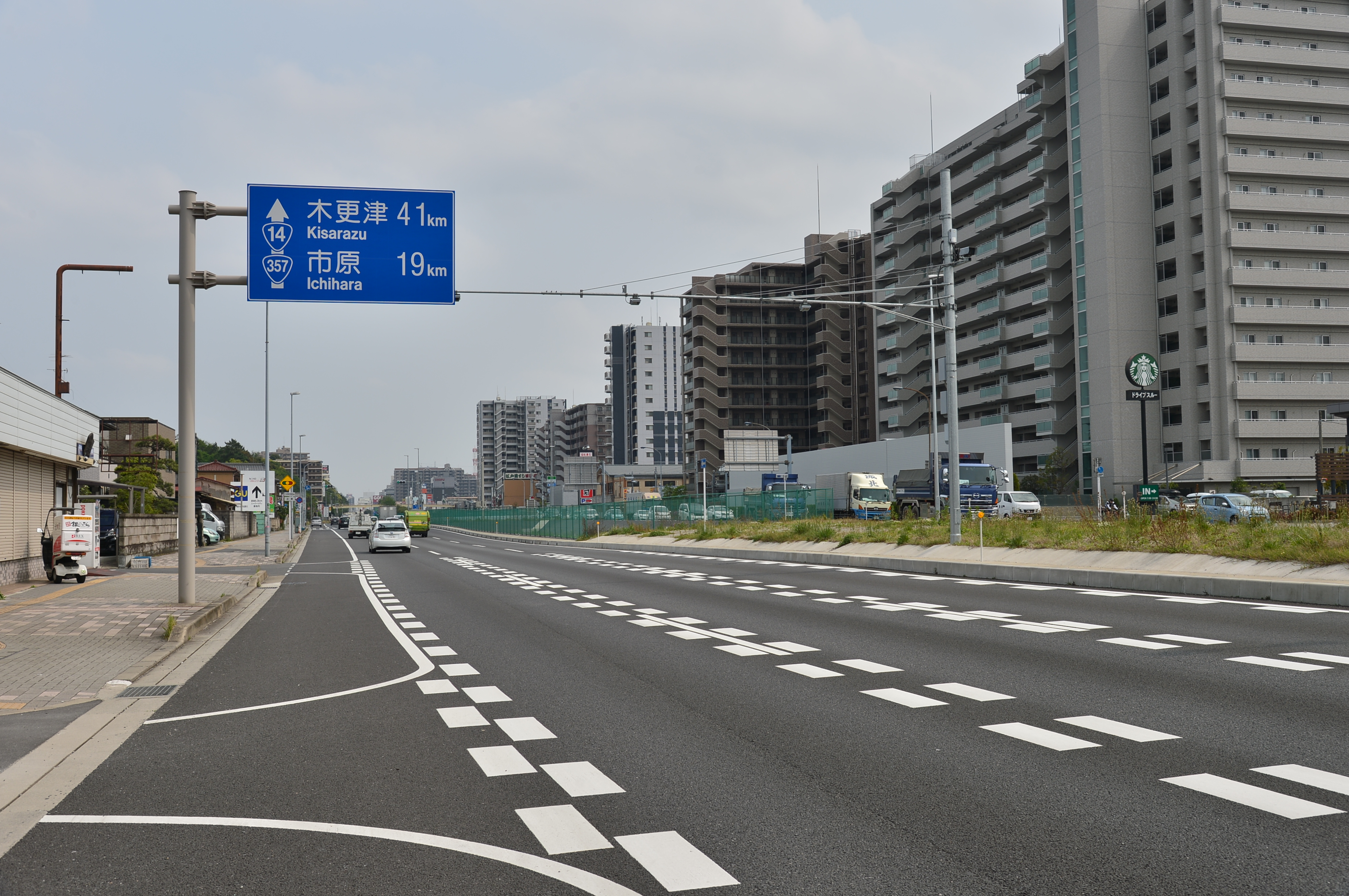
14, 357번 국도의 중복 구간. 지바현 지바시 이나게구 (2016년 5월)

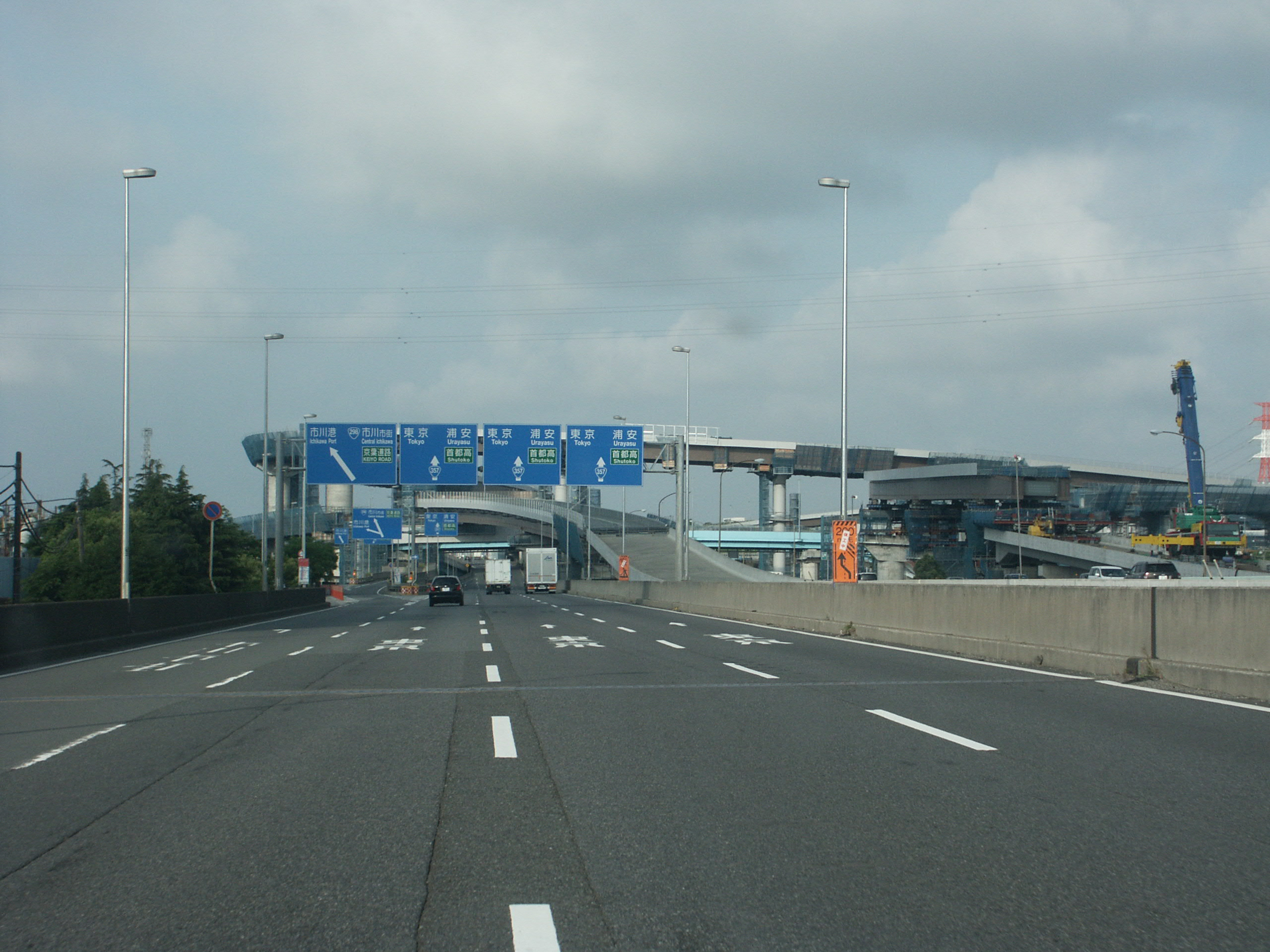
지바현 이치카와시 바라키 부근.

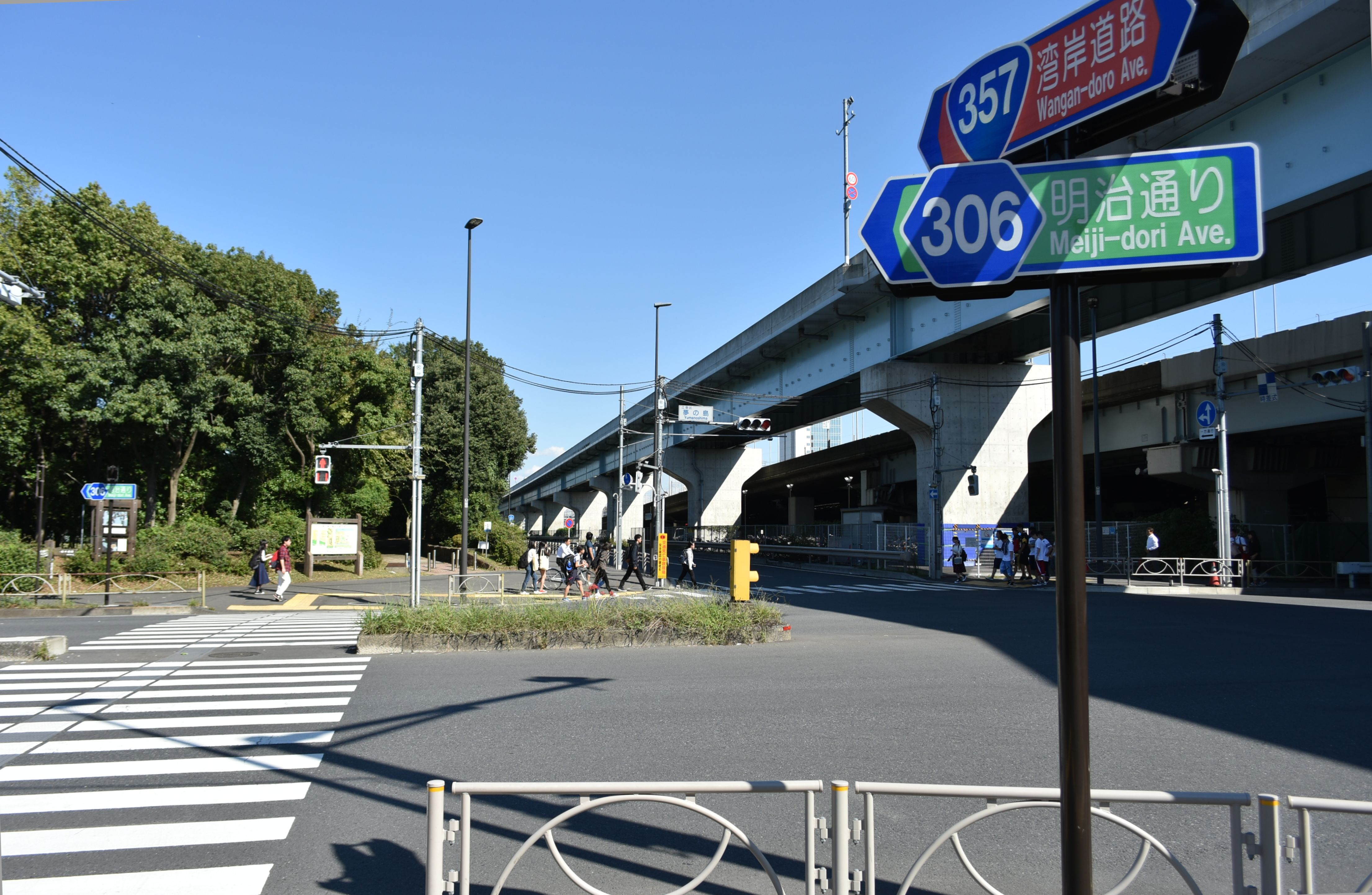
유메노시마 교차로 (2018년 9월 28일 촬영)

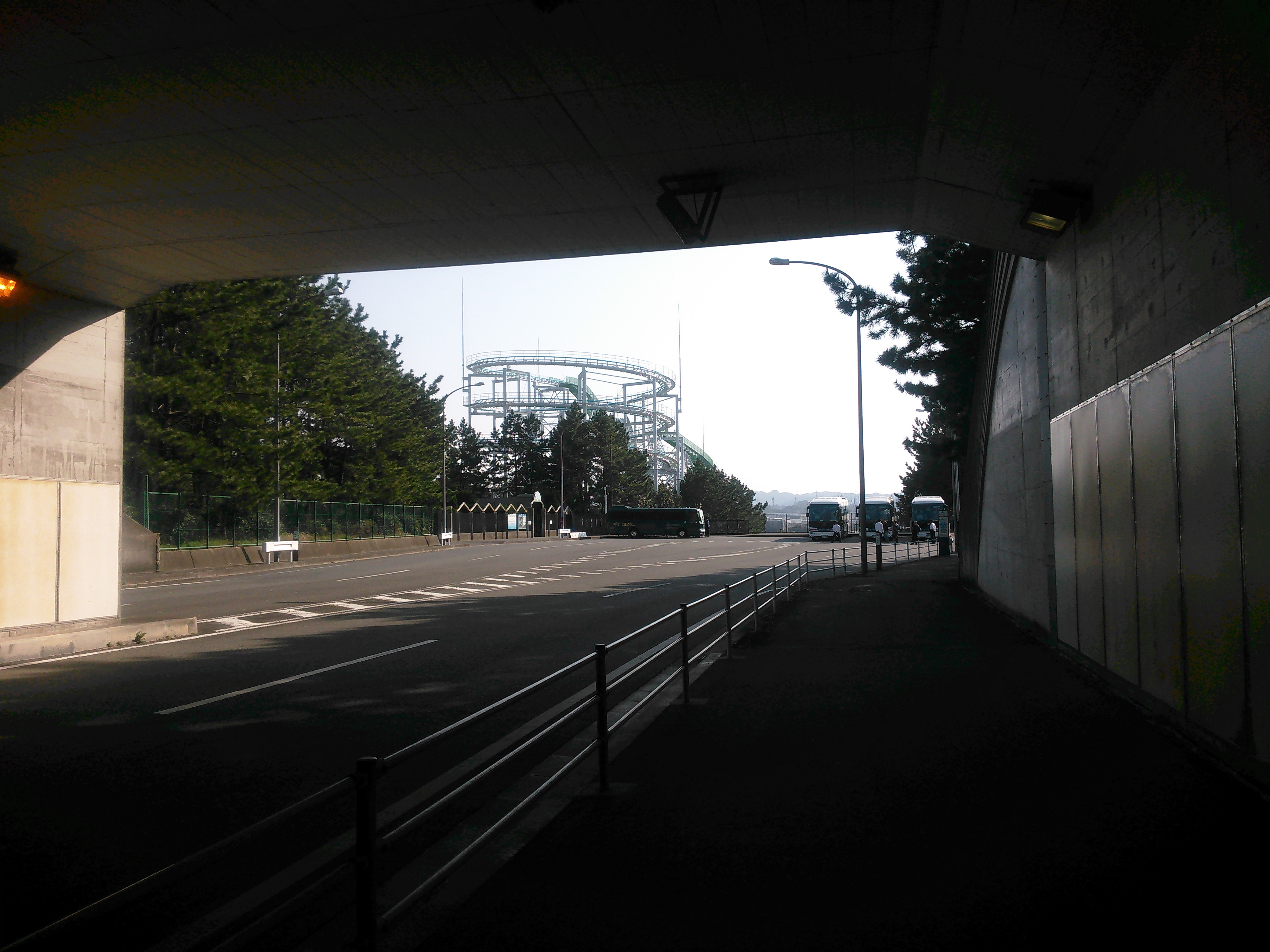
핫케이지마의 안쪽으로 가는 길목이며, 해당 구간의 종점이기도 하다.

국도 제357호선(일본어: 国道357号)은 지바현 지바시 주오구에서 출발, 도쿄도를 거쳐 가나가와현 요코스카시까지 이어주는 총 연장 88.4 km, 실제 연장 75.8 km, 현도 72.7 km, 육상 구간 88.0 km, 해상 구간 0.4 km의 거리를 각각 가진 일본의 일반 국도이다. 해상 구간은 일본의 영종대교인 요코하마 베이브리지 구간만 한정된다.

## 개요
도쿄 만안도로의 일반부(일반 도로)라고 가리키며, 통칭은 만안도로(湾岸道路)라고 가리키는 것이 보통인 것으로 드러난다.

### 노선 정보
- 기점 : 지바시 (주오구 무라타초 = 국도 제16호선의 교점)
- 종점 : 가나가와현 요코스카시 (미개통 상태)
- 총 연장 : 88.4 km
- 중용 연장 : 5.6 km
- 미공용 연장 : 6.9 km
  - 미공용 연장 중 해상 구간 : 0.4 km
- 실제 연장 : 75.8 km
  - 현도 : 72.7 km
  - 구도 : 없음
  - 신도 : 3.1 km
- 지정 구간 : 다음과 같음
  - 지바시 주오구 무라타초 893-229 ~ 도쿄도 오타구 하네다 공항 3초메 1
  - 가와사키시 가와사키구 우키시마초 516-1 ~ 같은 구 우키시마초 525
  - 가와사키시 가와사키구 히가시오기시마 23-1 ~ 요코하마시 쓰루미구 오기시마 7-1
  - 요코하마시 쓰루미구 다이코쿠후토 15-155 ~ 요코하마시 나쓰시마초 1-1

## 노선 개황
- 통칭 : 도쿄 만안 도로(일본어판)
- 바이패스 : 야시오 바이패스(八潮バイパス)가 유일하다.
- 도로 시설 : 아래와 같음
  - 주요 교량 및 터널 : 마이하마 대교(일본어판), 아라카와카코 교(일본어판), 아리아케 교(일본어판), 도쿄항 터널(일본어판), 요코하마 베이브리지, 시바코로 교(일본어판)
- 비고 : 요코스카시 일대의 구간은 현재 조성되어 있지 않는 상태에 머물러 있고, 구간 전체 중 일부를 제외하고는 모두 수도고속도로 완간 선과 거의 겹치는 특이한 도로망이기도 함.

## 지리

### 통과하는 지자체
- 지바현
  - 지바시 - 나라시노시 - 후나바시시 - 이치카와시 - 우라야스시
- 도쿄도
  - 에도가와구 - 고토구 - 미나토구 - (히가시 방향에 한함) - 시나가와구 - 오타구
- 가나가와현
  - 가와사키시 - 요코하마시 - 요코스카시

### 통과하는 도로

#### 국도
- 국도 제14호선
- 국도 제16호선
- 국도 제298호선

#### 도도, 현도
- 지바현도 제14호선
- 지바현도 제24호선
- 지바현도 제20호선
- 지바현도 제217호선
- 지바현도 제134호선
- 지바현도 제15호선
- 지바현도 제8호선
- 지바현도 제156호선
- 지바현도 제242호선
- 지바현도 제276호선
- 도쿄도도 제318호선
- 도쿄도도 제308호선
- 도쿄도도 제319호선
- 도쿄도도 제304호선
- 도쿄도도 제311호선

#### 고속도로 및 기타 도로
- 수도고속도로 완간 선
- 히가시칸토 자동차도
- 환상 2호선(일본어판)